# 巴伐利亞的奧古斯塔
巴伐利亚的奧古斯塔·阿玛莉·露多维卡·乔治娅（德語：Auguste Amalie Ludovika Georgia von Bayern，1788年6月21日—1851年5月13日），巴伐利亚公主和洛伊希騰貝格公爵夫人。
奧古斯塔是巴伐利亚国王马克西米利安一世和首任妻子奧古斯塔·威廉明妮的第二名孩子，哥哥是未来的国王路德维希一世。她的母亲在1795年因病去世。继母巴登的卡羅琳为她带来六名同父异母的妹妹，包括普魯士王后伊莉莎白·盧多維卡、薩克森王后爱美丽娅·奥古斯塔和奧地利大公夫人蘇菲。
她原本是应该嫁给巴登的卡尔大公，但法皇拿破仑一世強行解除了婚约。1806年，奧古斯塔与拿破仑的继子欧仁·德·博阿尔内结婚并生下七名孩子。婚礼后，作為回报，拿破仑把巴伐利亚升級為一个王国。